# Kopytník
Kopytník (Asarum) je rod nižších dvouděložných rostlin z čeledi podražcovité (Aristolochiaceae). Jsou to nízké byliny se srdčitými až střelovitými listy a bizarními květy, rozšířené v Eurasii a Severní Americe. V Česku roste jediný druh, kopytník evropský.

## Popis
Kopytníky jsou vytrvalé byliny. Oddenky jsou krátké a vertikální nebo dlouhé a vodorovné. Listy vyrůstají po jednom nebo po 2 (a pak vypadají jako vstřícné) z každého článku oddenku. Oddenky jsou často nápadně aromatické. Listy jsou řapíkaté, většinou srdčité nebo střelovité, celokrajné.
Květy jsou vrcholové, většinou jednotlivé, pravidelné nebo výjimečně poněkud dvoustranně souměrné.
Kalich je srostlý ze 3 lístků, do různé míry srostlý se semeníkem. Kališní trubka je nejčastěji zvonkovitého, nálevkovitého až válcovitého tvaru, se 3 laloky na vrcholu. U některých druhů jsou laloky protaženy v dlouhý přívěsek. Koruna chybí. Tyčinek je 12 ve 2 kruzích, zřídka jsou 3 z nich přeměněny ve staminodia. Nitky tyčinek mohou být dlouhé i velmi krátké. Semeník je polospodní až spodní, srostlý ze 6 plodolistů a se 6 komůrkami. Čnělky jsou volné nebo srostlé ve sloupek. Plodem je dužnatá nebo houbovitá, za zralosti nepravidelně pukající tobolka.

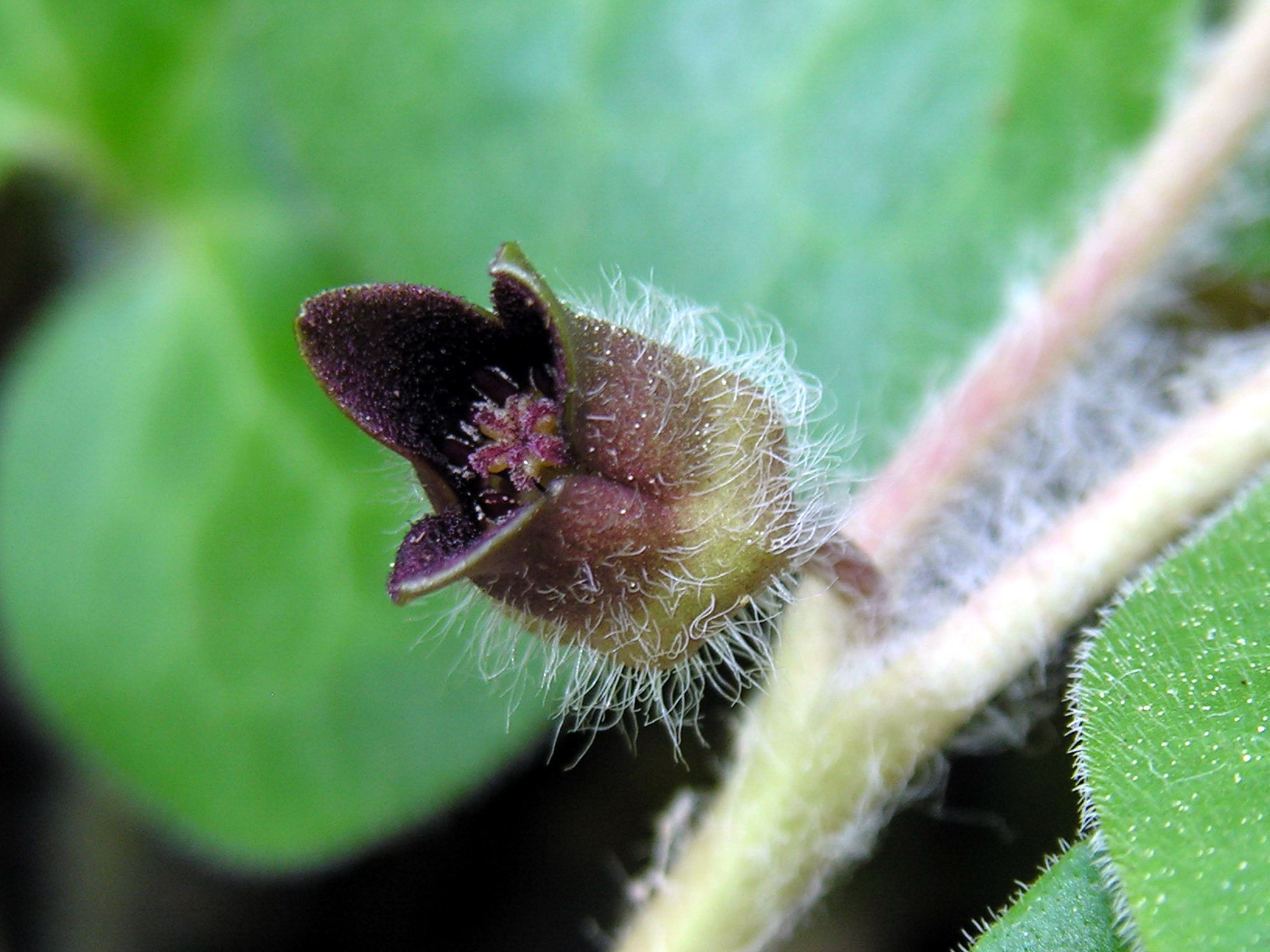
Květ kopytníku evropského (Asarum europaeum)
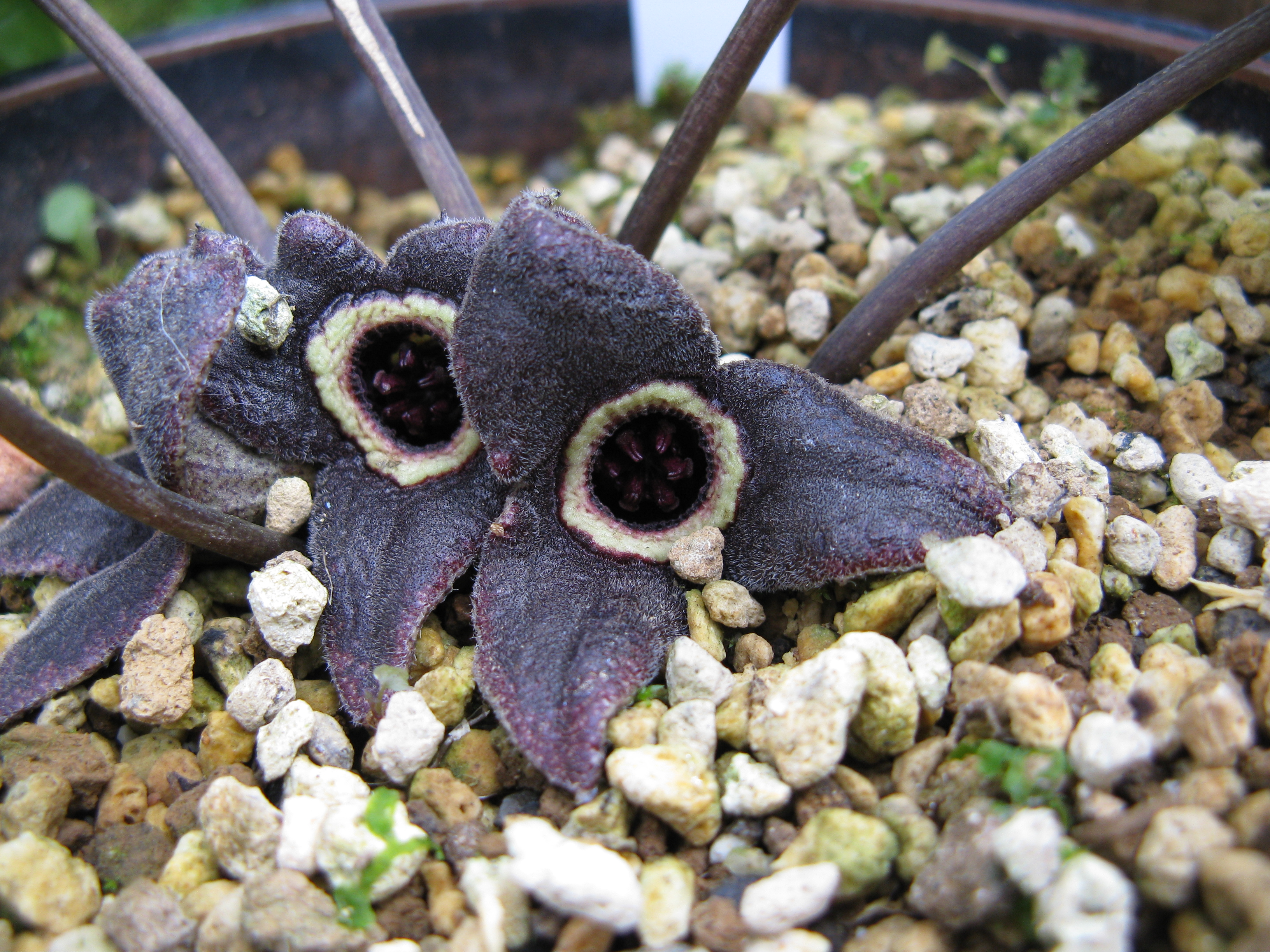
Květy kopytníku Asarum nipponicum
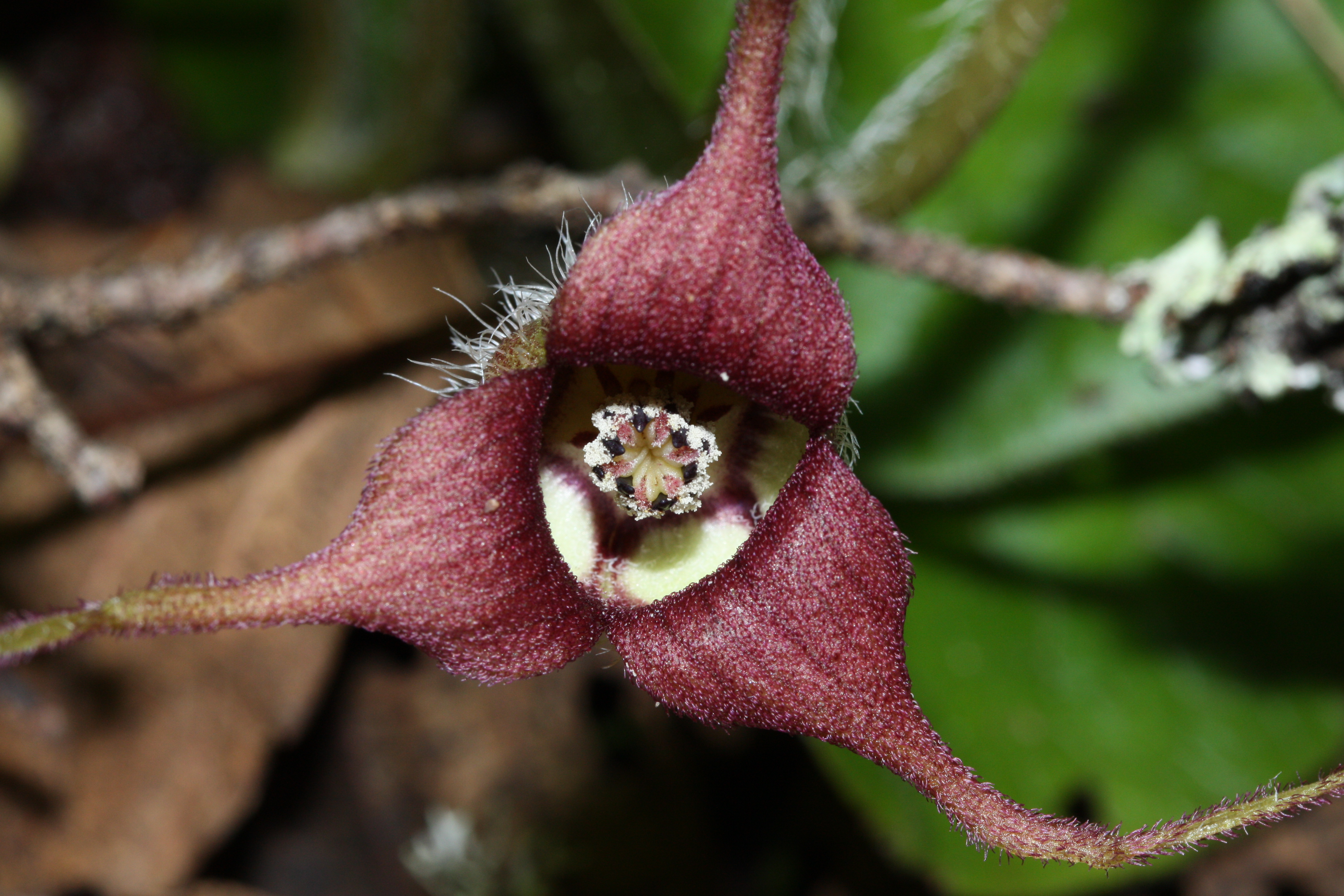
Květ kopytníku Asarum caudatum
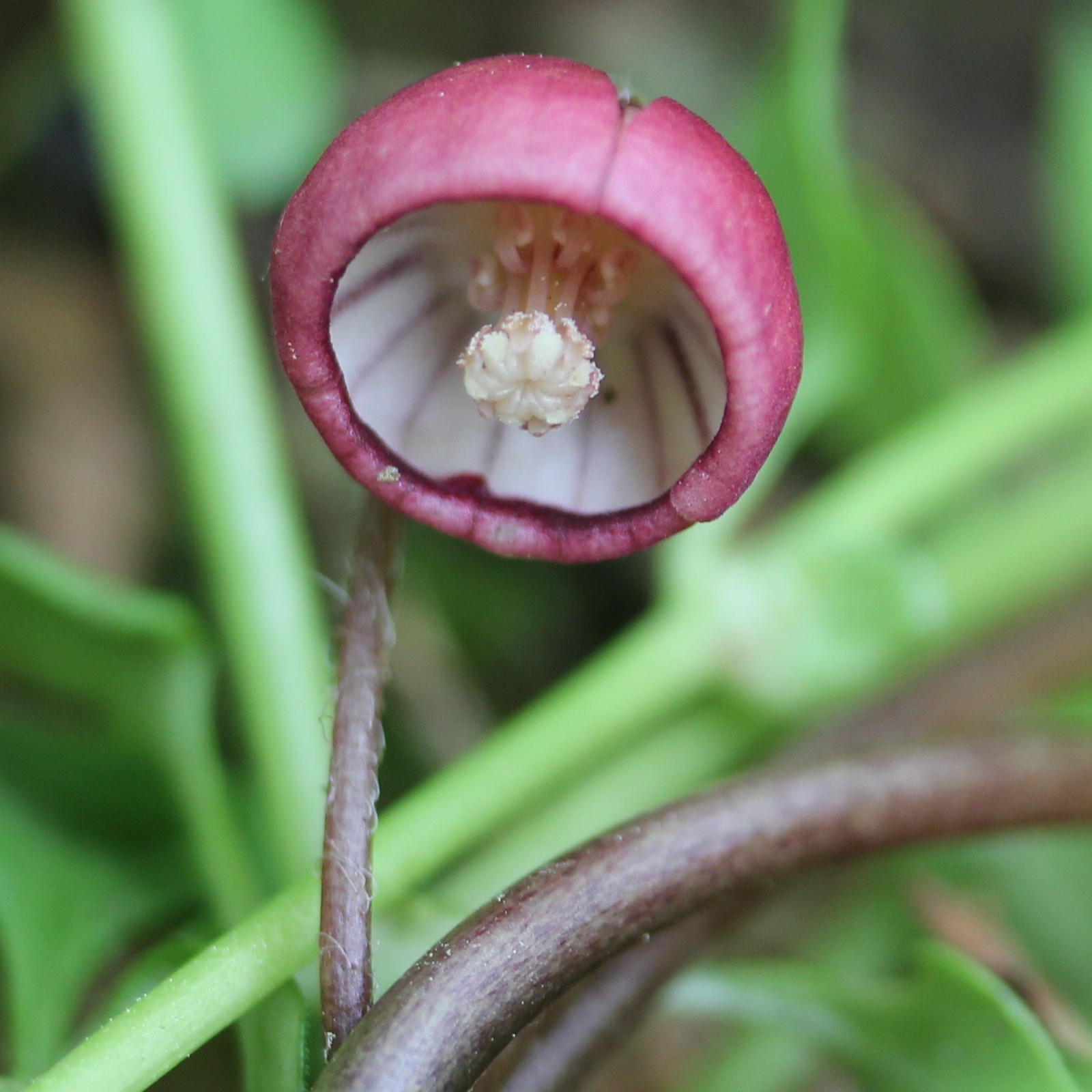
Květ kopytníku Asarum caulescens
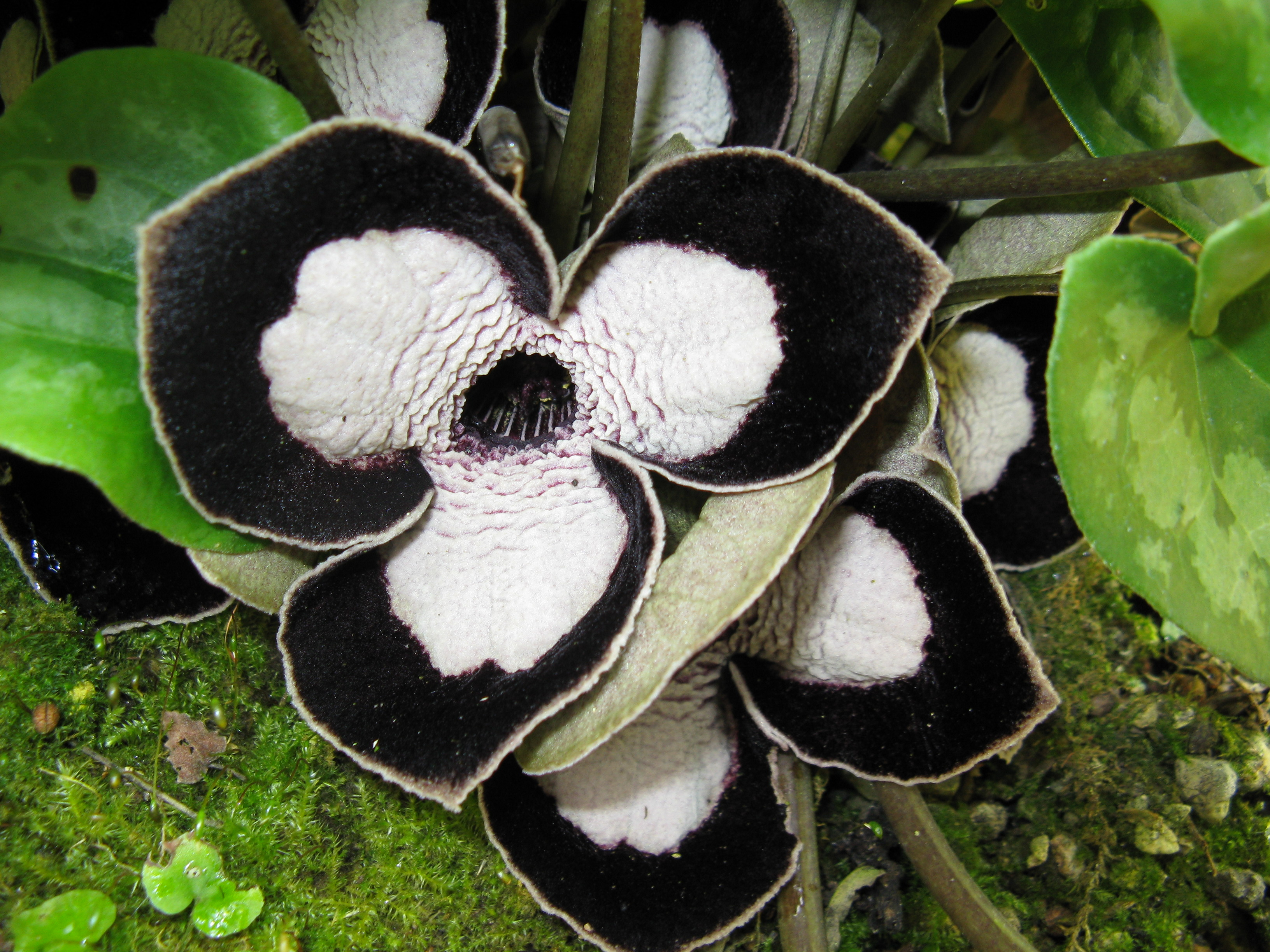
Květy kopytníku Asarum maximum

## Rozšíření
Kopytník zahrnuje asi 90 druhů. Je rozšířen v Eurasii a Severní Americe. Nejvíce druhů roste ve východní Asii. Ze samotné Číny je udáváno 39 druhů. V Evropě roste jediný druh, kopytník evropský (Asarum europaeum). Je rozšířen i v Česku v podrostu listnatých lesů.

## Taxonomie
Rod kopytník je členěn na základě morfologie a molekulárních studií na 5 podrodů:
- Asarum s.str. – 15 druhů v Asii (hlavně v Číně), Evropě a Severní Americe, spodní semeník, srostlé čnělky, pýřitý vnitřek kalicha a dobře vyvinuté konektivy prašníků
- Geotaenium – 3 druhy v Asii, blízké podrodu Asarum, drobný lehce souměrný chlupatý kalich
- Asiasarum – 4 druhy v Asii, vidličnaté čnělky, lysý vnitřek kalicha, vystouplý hřeben na kalichu, listy v párech, dlouhé nitky tyčinek
- Hexastylis – 9 druhů v Severní Americe, krátké tyčinky, volné čnělky
- Heterotropa – asi 55 druhů výhradně v Asii, žlaznaté chlupy na vnitřku kalicha.[4]

Druhy severoamerického podrodu Hexastylis byly v minulosti někdy řazeny do samostatného rodu Hexastylis.

## Ekologické interakce
Údaje o opylovačích se v různých zdrojích velmi různí. Bývají udáváni komáři, brouci, měkkýši apod. Semena kopytníků mají na povrchu dužnatou strukturu podobnou míšku a jsou roznášena mravenci.

## Zástupci
- kopytník evropský (Asarum europaeum)

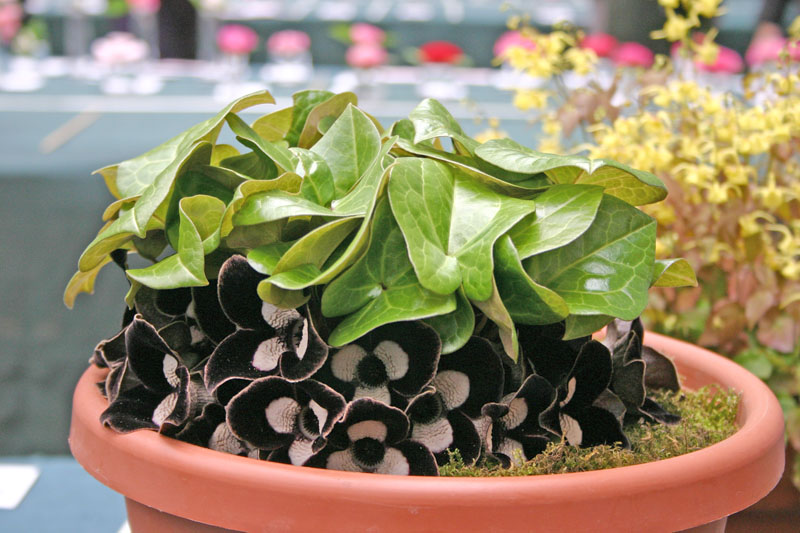
Bohatě nakvetlý kopytník Asarum maximum

## Význam
Kopytník evropský (Asarum europaeum) byl v minulosti používán jako léčivá rostlina. Je také občas pěstován v zahradách jako stínomilná rostlina se sytě zelenými kulatými listy. V korejské medicíně je využíván druh Asarum sieboldii při léčení horečky, bolestí hlavy a kašle. Druh Asarum maximum je ve vietnamské medicíně používán na poruchy trávení.
Některé cizokrajné druhy s nápadně bizarními květy (zejména Asarum caudatum a A. canadense) bývají pěstovány v botanických zahradách.